# Шереметев, Иван Васильевич Большой
Иван Васильевич Большой Шереметев (в иноках — Иона; умер 27 мая 1577) — воевода, окольничий, боярин, член Избранной рады и влиятельный член Земской боярской думы во времена правления Ивана IV Васильевича Грозного. Происходил из дворянского рода Шереметевых, был сыном Василия Андреевича Шереметева. Принимал активное участие в походе на Казань, в Ливонской войне и других военных кампаниях.

## Биография
В 1539 году послан воеводой в Муром, где участвовал в обороне города от набега крымского хана Сафа-Гирея.
В правление Елены Васильевны Глинской при малолетнем Иване Грозном, активно участвовал в борьбе за власть при дворе на стороне князей Шуйских. В это же время неоднократно назначался воеводой в различных походах. При этом падение Шуйских никак не отразилось на его карьере. После того, как власть оказалась в руках Ивана Грозного, Иван Шереметев продолжал получать назначения воеводой в различные полки.
В июне 1541 года второй воевода Сторожевого полка во Владимире.
В июле 1544 года второй воевода Сторожевого полка в Коломне.
В апреле 1545 года командовал Передовым полком судовой рати в Казанском походе.
В 1547 году он отправился вместе с царём в поход на Казань, однако цели поход не достиг, вернувшись в Москву в феврале 1548 года.
В декабре 1548 года Иван Большой пожалован окольничим в награду за хорошую службу. В том же году он принял участие в походе в Казань, где был ранен. В сентябре 1549 или в июне 1552 года пожалован в бояре.
В 1550 году уже упоминается как боярин, присутствовал на свадьбе князя Владимира Андреевича Старицкого и Евдокии Нагой, где сидел в кривом столе.
В июле 1551 года встречал в Москве ногайского посла Уразбахтыя.
В июле 1552 года во время царского похода на Казань отмечен среди дворовых воевод.
В марте 1553 года, во время болезни царя Ивана Грозного присягнул на верность наследнику царевичу Дмитрию.

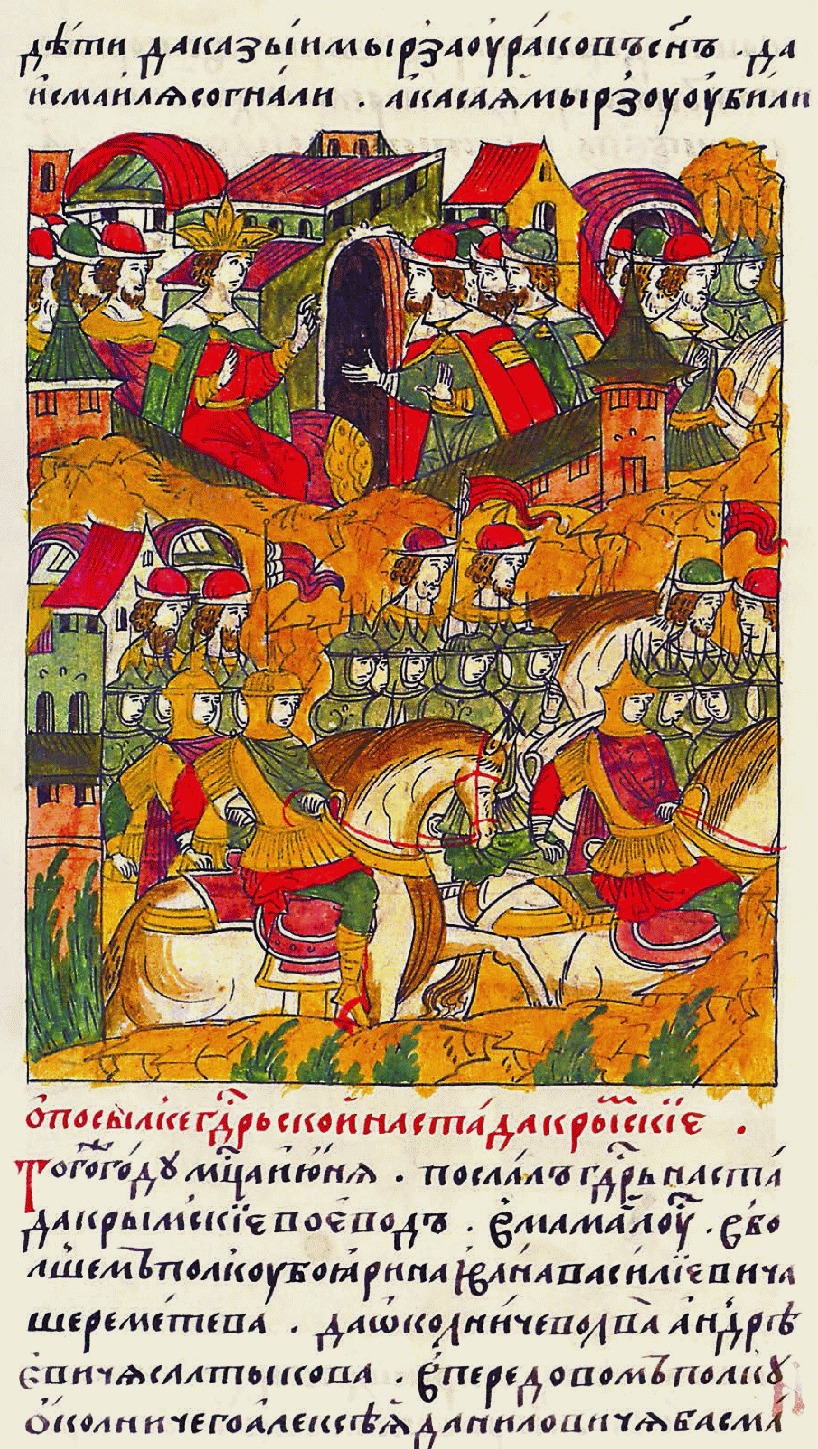
Лицевой летописный свод: «О посылке государевой на стада Крымские. В том же году в месяце июне послал государь на стада крымские воевод в Мамаилуе: в большом полку боярина Ивана Васильевича Шереметева да окольничего Льва Андреевича Салтыкова, в передовом полку окольничего Алексея Даниловича Басманова»

В 1555 году во время движения в Крым во главе 9-тысячного отряда воевода Шереметев узнал о движении к Туле 60-тысячного войска крымского хана Девлет-Гирея и двинулся за противником. 3-4 июля в сражении у села Судбищи (в 150 км от Тулы), несмотря на значительное численное превосходство крымцев, вступил в бой и нанёс поражение ханскому авангарду. При этом захватил «царёв кош», в том числе знамя противника, 60 тыс. лошадей, 200 аргамаков, 80 верблюдов. На второй день получил в бою тяжёлое ранение. Руководство отрядом перешло к воеводам Басманову и Сидорову. Под их руководством русский отряд продержался до темноты. Ночью Девлет-Гирей, узнав о приближении к Туле царского войска, начал общий отход. В это время с ним начал местничать Алексей Данилович Басманов, но было указано быть без мест.
В 1558 году в зимнем походе на Ливонию руководил Передовым полком.
В 1560-х годах занимался строительством крепости Городенск (современный город Венёв), которая затем ему принадлежала и была конфискована при дальнейшей опале.
В 1561—1562 годах воевода в Смоленске. В 1562 году второй воевода Большого полка в походе из Смоленска на Великое княжество литовское. В декабре этого же года четвёртый воевода Передового полка в походе на Полоцк.
В марте 1563 года года вновь с ним местничал А. Д. Басманов.
Осенью 1563 года Иван Большой был обвинён в том, что они с Никитой Васильевичем Шереметьевым, Алексеем Адашевым и Иваном Висковатым «ссорили крымского хана с московским государем», подвергся опале и заключению в тюрьму (находился в заключении с сентября 1563 по 8 марта 1564 года). Ивана Шереметьева большого, по приказу царя очень жестоко пытали, но потом 8 марта 1564 года освободили, о нём была взята «поручная запись» в 10 тысяч рублей, а Н. В. Шереметьева по царскому приказу удавили.
В 1564 году командовал Передовым полком в Калуге, затем там же занимал пост второго воеводы Большого полка.
В 1565—1571 годах входил в Земский двор.
В 1565—1567 годах неоднократно упоминается в дворцовых разрядах, как один из старейших бояр, которых царь Иван Грозный оставлял в Москве управлять городом в своё отсутствие. В августе 1565 года к князю И. Д. Бельскому и Ивану Шереметьеву Большому приезжал от литовских панов гонец Ленарт с грамотой. Шереметьев присутствовал во время приёма гонца, сидел за столом.
Упомянут 25 июня-2 июля 1566 года в чине боярина на Земском соборе, принял решение с боярским советом о продолжении войны с Литвой.
В мае 1568 года с боярами принял решение о границе с Польшей, о Полоцком повете и пригородах.
В мае 1570 года участвовал в боярском приговоре о границе с Великим княжеством литовским во время посещения столицы Я. Скротошина с посольством.
В июне 1571 года в чине боярина участвовал в переговорах с большими шведскими послами в Москве.
В конце мая 1571 года были казнены Семён Яковлев с сыном Никитой, Василий и Иван Петровичи Яковлевы, боярин Иван Большой Васильевич Шереметев был подвергнут опале и насильственно пострижен в монахи, под именем Ионы в Кирилло-Белозерском монастыре.
В дальнейшем он не проявил желания подчиняться правилам монастырской жизни, за монастырем был построен двор, куда привозили припасы из вотчин Ивана Васильевича, там же была выстроена кухня, во время последующего изучения данного инцидента, Ивану IV доложили о негативном воздействии на монастырскую братию, монахи ходили к Шереметьеву есть «как в миру», сам он рассылал по кельям пастилы, коврижки, некоторые говорили и о поставках подогретого вина для Ивана Шереметьева. Власти монастыря не приняли мер для урегулирования данной ситуации до пострига Василия Степанович Собакина, тестя Ивана IV, после ссоры Шереметьева и Собакина, в которой монастырская братия приняла сторону Шереметьева, родственники Собакина обратились с жалобой к царю, последний постановил, что Шереметьев должен питаться вместе с монастырской братией, последующая попытка смягчить условия для Ивана Васильевича Шереметьева привела к посланию Ивана Грозного братии Кирилло-Белозерского монастыря, в которой он высказался о недопустимости нарушения монастырского общежития.
Умер 27 мая 1577 году в монастыре.

## Семья
Жена: Евдокия (умерла в 1568), дочь Ивана Ивановича Жулебина Большого.
Дети:
- Еремей, монах.
- Мария, возможно, жена князя Василия Агишевича Тюменского.
- дочь (умерла в 1613), в иночестве Агафья; с 1570 года жена царевича Муртаза-Али в крещении Михаила Кайбулина. В 1577/78 году постриглась вдовой в Московском Рождественском монастыре.